# 국도 제1호선 (아르헨티나)

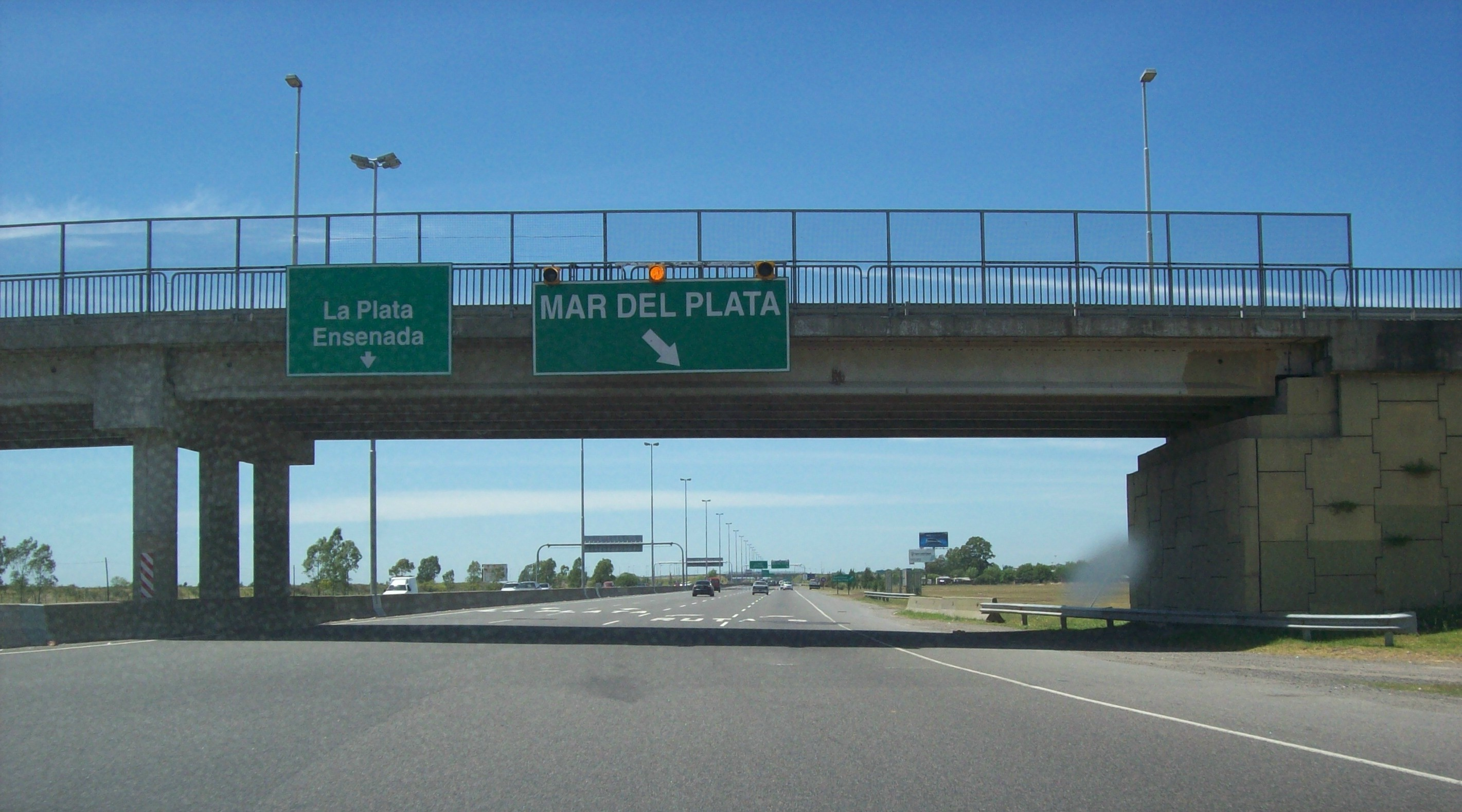
국도 제1호선

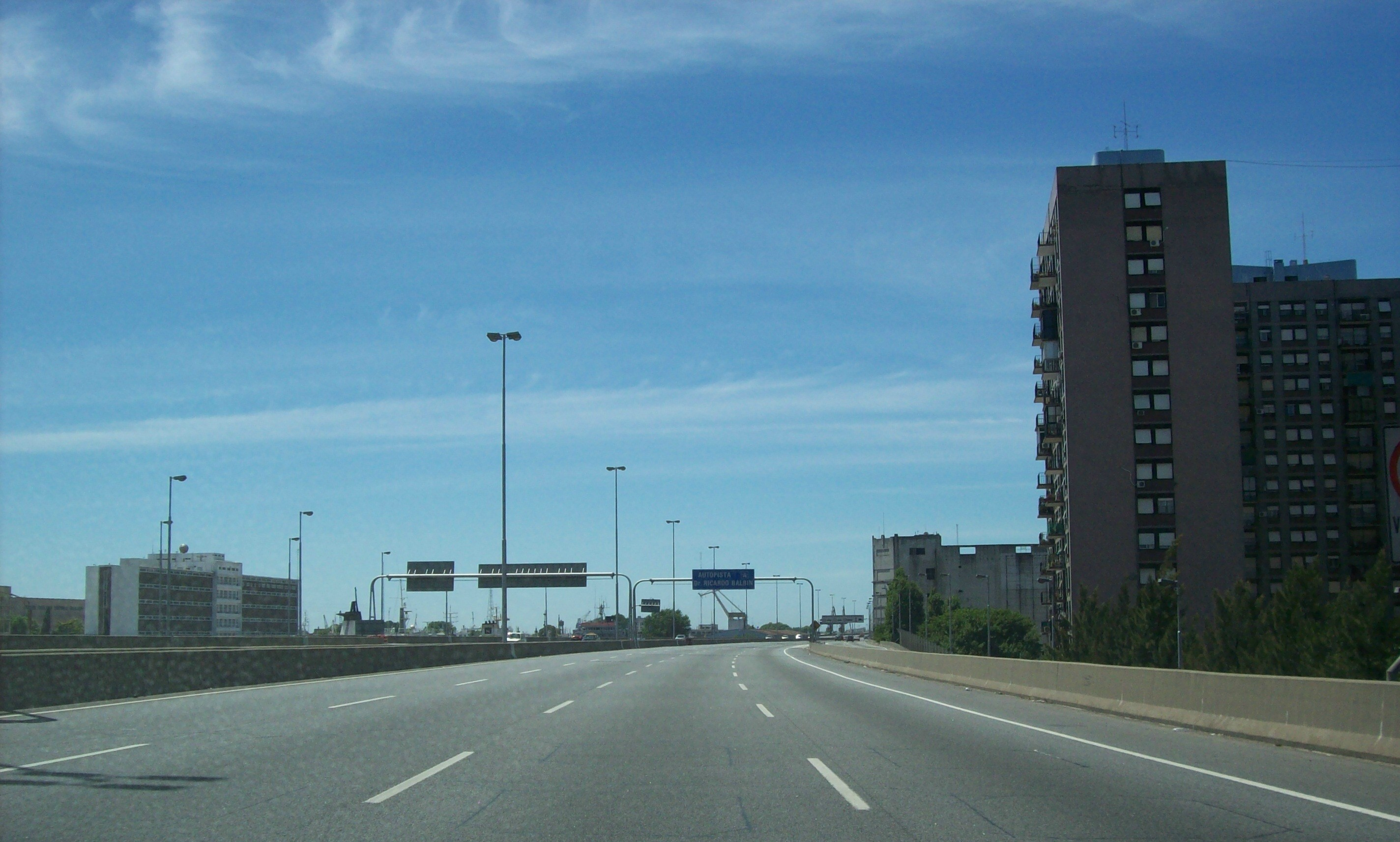

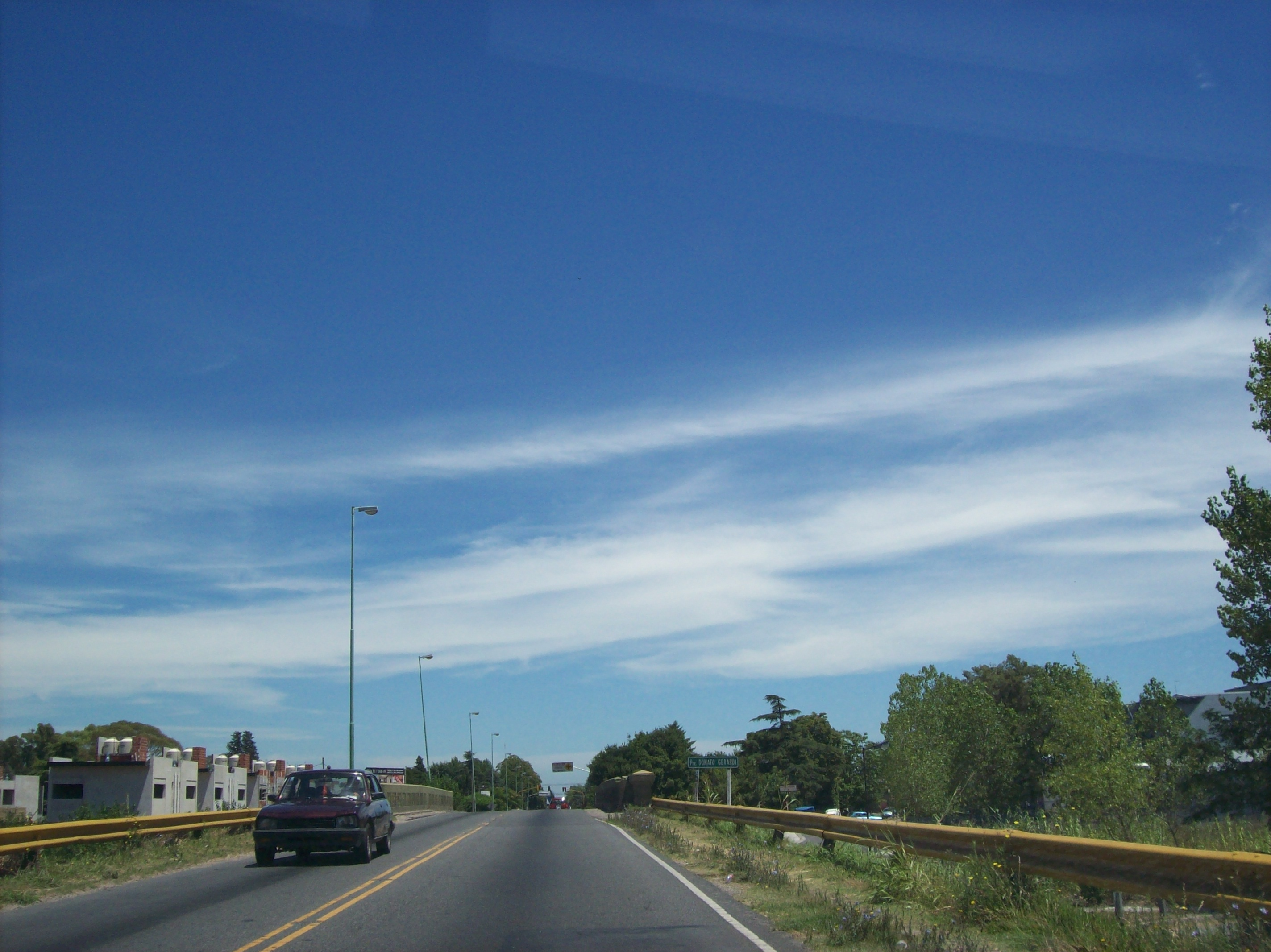

국도 제1호선(스페인어: Ruta Nacional 1, National Route 1)은 부에노스아이레스주의 파티도스를 연선으로 둔 일반 국도이다. 주요 경유지는 아베야네다, 킬메스, 라플라타 그리고 베라사테기 등이 있으며, 접촉 가능한 도로는 국도 제A004호선이 있다. 1960년대에 조성되었던 도로망이다.